# Sarcophaga protuberans
Sarcophaga protuberans är en tvåvingeart som beskrevs av Louis Pandellé 1896. 
Sarcophaga protuberans ingår i släktet Sarcophaga och familjen köttflugor. Artens utbredningsområde är Frankrike. Inga underarter finns listade i Catalogue of Life.